# ديستيلورن
ديستيلورن (بالإنجليزية: Distelhorn)‏ هو أحد جبال سلسلة جبال الألب بينيني وجزء من القمة الأم يقع في كانتون فاليز، سويسرا. يبلغ ارتفاع الجبل حوالي 2830 متر، بينما يبلغ ارتفاع نتوء الجبل 180 متر.